# ZTE Tania
ZTE Tania — первый смартфон, разработанный компанией ZTE на платформе операционной системы Windows Phone 7. Впервые официально был представлен на выставке China International Communications Exhibition в 2011 году.

## Описание
Экран этого коммуникатора, сделан по технологии TFT, диагональю 4,3 дюйма. Процессор частотой 1 ГГц, Qualcomm MSM8255 Snapdragon, одноядерный. Оперативная память равна 512 МБ, флэш-память — 4 Гб. Камера в телефоне 5 Мпикс с автофокусом и с возможностью записи в HD формате. Ёмкость аккумулятора — 1400 мА*ч.